# Sveriges landskap
Sveriges landskap - literalmente As províncias históricas da Suécia - é um atlas geográfico com informação relativamente detalhada sobre as províncias históricas da Suécia, assim como as três maiores cidades do país, Estocolmo, Gotemburgo e Malmö. Foi publicado pela primeira vez em 1995, pela editora Almqvist & Wiksell.